# Шапошников, Михаил Евгеньевич
Михаил Евгеньевич Шапошников (род. 4 июня 1956, Сочи, Краснодарский край) — советский и российский физик-теоретик, профессор Федеральной политехнической школы Лозанны, руководитель лаборатории физики элементарных частиц и космологии.

## Биография
В 1979 окончил Московский государственный университет. В 1982 защитил кандидатскую диссертацию в Институте ядерных исследований по теме «Генерация барионной асимметрии Вселенной в модели SO(10)».
С 1982 по 1986 — младший научный сотрудник, с 1986 по 1991 — старший научный сотрудник Института ядерных исследований. С 1991 по 1998 — сотрудник ЦЕРНа.
В 1998 назначен профессором теоретической физики в Университете Лозанны, в 1999 году он стал директором Института теоретической физики Университета Лозанны.
С октября 2003 года профессор Федеральной политехнической школы Лозанны, руководитель лаборатории физики элементарных частиц и космологии.

## Общественная позиция
В феврале 2022 подписал открытое письмо российских учёных с осуждением вторжения России на Украину и призывом вывести российские войска с украинской территории.

## Награды и премии
- Премия имени академика М. А. Маркова (2005, совм. с В. А. Рубаковым)[4]
- Премия Гумбольдта (2009)[5]
- Золотая медаль имени А. Д. Сахарова РАН (2011)